# Wapen van Weert

Wapen van Weert (sinds 1977)

Het wapen van de Nederlandse gemeente Weert in Limburg is op 16 november 1977 bij Koninklijk Besluit door de Hoge Raad van Adel aan de gemeente toegekend. Het verving het eerste wapen uit 1918.

## Geschiedenis
De heerlijkheid Weert bestond al in de elfde eeuw. Van de 11e eeuw tot 1530 was de heerlijkheid in bezit van de graven van Horn. De keper komt aanvankelijk voor op een tegenzegel, waarschijnlijk aan het einde van de veertiende eeuw. Vanaf 1736 verschijnt de keper in het stadszegel. De herkomst blijft echter onbekend. Het gemeentearchief van Weert vermeldt over het zegel:
"Het wapen was ontleend aan een zestiende-eeuwse schepenzegel van de stad. De keper, de omgekeerde V, is een weefselpatroon. Ze houdt vermoedelijk verband met het vroegere bloeiende lakenambacht, dat lakens naar West-Europa uitvoerde. Voor de zestiende eeuw was een schepenzegel in gebruik, waarin de drie hoorntjes waren verwerkt van het wapen van de graven van Horn. Deze graven waren tevens heren van Weert. Het wapenschild kan gedekt worden door een schildkroon. De kroon van Weert, drie bladeren en twee parelbanken, staat symbool voor een graaf: de graaf van Horne."
In 1977 wordt een schildhoofd aan het wapen toegevoegd met daarin de drie hoorns uit het wapen van het huis Horne.

## Blazoen

### Eerste wapen (1918)

Wapen van Weert (1918 - 1977)

De beschrijving van het wapen luidt:
In zilver een keper van lazuur. Het schild gedekt met een gouden kroon van 3 bladeren en 2 parelpunten.
N.B.:
- De heraldische kleuren in het wapen zijn zilver (wit), azuur (blauw) en goud (geel).

### Tweede wapen (1977)
De beschrijving luidt:
In zilver een keper van azuur, een schildhoofd van goud met 3 hoorns van keel, beslagen van zilver. Het schild gedekt met een gouden kroon van 3 bladeren en 2 parels.
N.B.:
- Het gebruik van een schildhoofd van goud op een schild van zilver lijkt strijdig met de regels van kleurgebruik in de heraldiek. Het wapen is geen raadselwapen, omdat een schildhoofd een breuk is en de regels voor kleurgebruik niet voor breuktekens gelden.